# خوان كاميلو ميخيا
خوان كاميلو ميخيا (بالإسبانية: Juan Camilo Mejía) (30 أغسطس 1981 بميديلين في كولومبيا - ) هو لاعب كرة قدم كولومبي في مركز الوسط. لعب مع C.D. Vista Hermosa ‏ ونادي ليونيس وأونسي مونيسيبال ‏ وA.D. Chalatenango ‏ ونادي إنفيغادو وAcademia F.C. ‏ ونادي أياكوتشو وأتليتيكو بوكارامانغا ونادي أكويلا.

## وصلات خارجية
- خوان كاميلو ميخيا على موقع قاعدة بيانات كرة القدم.إي يو (الإنجليزية)
- خوان كاميلو ميخيا على موقع Soccerway.com (الإنجليزية)